# Kalamata
Kalamata (på græsk Καλαμάτα), er en by i det sydlige Grækenland på Peloponnes ved Middelhavet. Byen er hovedstad i den regionale enhed Messenien. I 2001 havde byen 57.620 indbyggere.
Kalamata ligger 238 km. fra Athen og er særligt kendt for sine sorte oliven.

## Kalamatas historie
I modsætning til mange andre græske byer går Kalamatas historie ikke tilbage til det gamle Grækenland.
På d. 23. marts 1821, var Kalamata den første græske by, der blev frigjort fra tyrkisk besættelse. I 1825 ødelagde Ibrahim Pasha byen under den græske uafhængighedskrig. Derefter blev Kalamata genopbygget og blev til en af de vigtigste havnebyer i Middelhavet.
Efter 2. verdenskrig og pga. politiske uenigheder sakkede Kalamata og det meste af resten af Peloponnes bagud. De blev holdt ude af udviklingsplanerne til fordel for det nordlige Grækenland. Dette ramte byen hårdt og resulterede i, at økonomien og havnens betydning blev forringet.
Forbedringer blev først at se efter jordskælvet i september 1986. Efter store skader pga. jordskælvet, investerede de lokale myndigheder mange penge for at få forbedret Kalamatas infrastruktur, og byen har nu udviklet sig til en moderne provinshovedstad med alle faciliteter og huser desuden et af de mest moderne sygehuse i Grækenland.